# Граменицкий, Даниил Сергеевич
Даниил Сергеевич Граменицкий (1887—?) — русский, советский археолог, историк, доцент Восточного факультета Среднеазиатского государственного университета.

## Биография
Родился в 1887 году в Ташкенте в семье ориенталиста и общественного деятеля С. М. Граменицкого.
Окончил Ташкентскую гимназию с золотой медалью, затем с дипломом 1-й степени — историко-филологический факультет Московского университета (1910). По возвращении в Туркестан преподавал в Ташкентской мужской гимназии.
В августе 1919 года был избран преподавателем всеобщей истории ИФФ САГУ, после закрытия которого уехал в 1922 году в Москву. В 1922—1924 годах выступил с 4 докладами по вопросам средневековой истории в секции истории средних веков ИИ при МГУ. В 1925 году вернулся в Ташкент, где был избран доцентом Восточного факультета Среднеазиатского государственного университета.
В мае 1933 года были арестованы 11 профессоров и преподавателей Среднеазиатского университета, в числе которых был и Граменицкий. В июле 1933 года был приговорён к 3 годам административной ссылки в Западную Сибирь. Отбывал ссылку в Томске, где работал в учебных заведениях, затем переведён в Нарым. О дальнейшей судьбе сведений нет.
Реабилитирован в июне 1961 года.